# Conger cinereus
Conger cinereus is een straalvinnige vissensoort uit de familie van zeepalingen (Congridae). De wetenschappelijke naam van de soort is voor het eerst geldig gepubliceerd in 1830 door Rüppell.

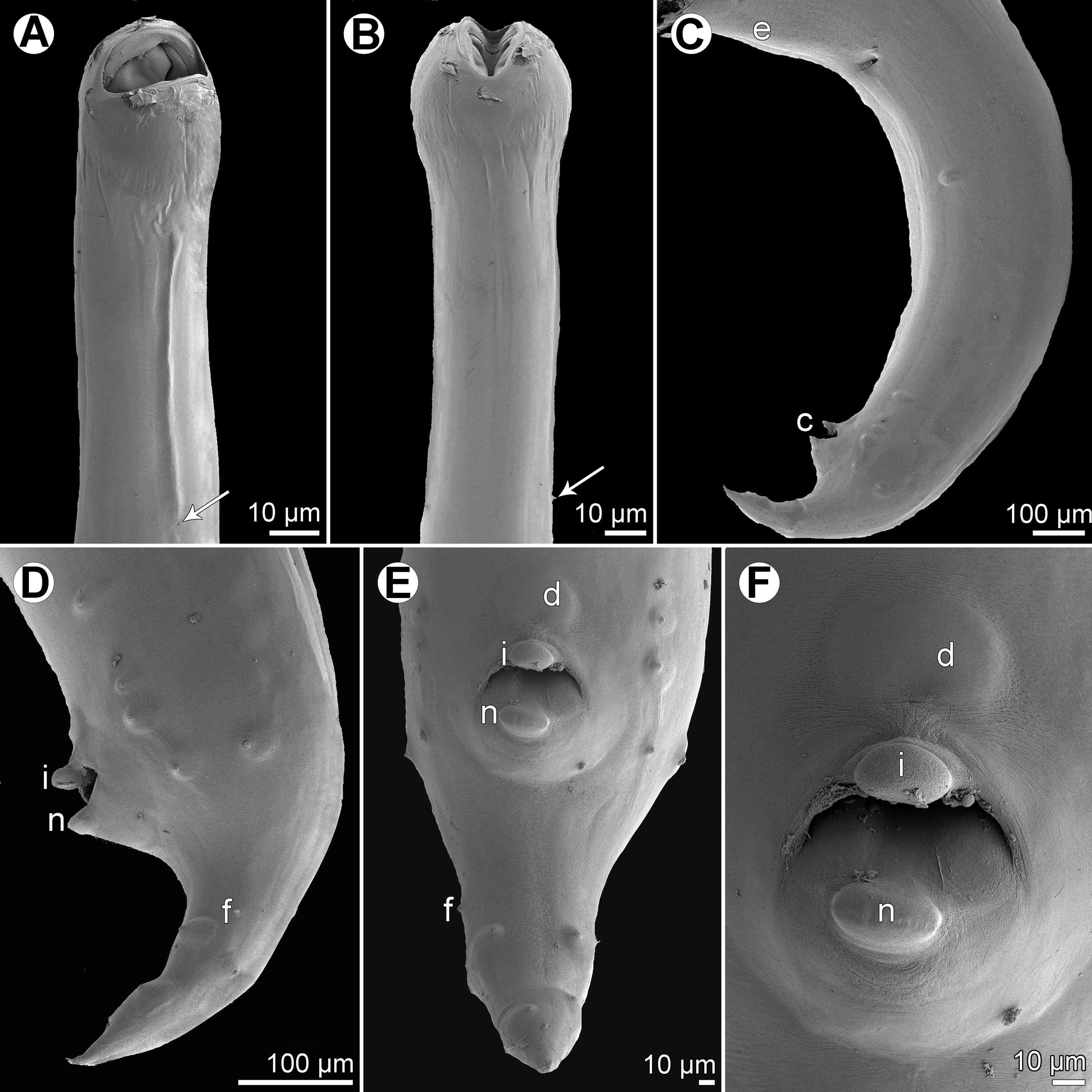
Cucullanus austropacificus, scanning electron microscopy

Cucullanus austropacificus is een parasitaire rondworm van Conger cinereus.